# Alessandro Mazzolini
Alessandro Mazzolini (Pieve Torina, 28 febbraio 1857 – Fano, 16 gennaio 1934) è stato un esperantista italiano.
Professore di disegno, belle arti, educazione tecnica e vocabolarista (terminaristo) esperantista, Mazzolini è stato membro del Comitato linguistico Esperantista (Lingva Komitato).
Mazzolini scrisse un lavoro sul "RADO", una tecnica di scrittura rapida, più lenta stenografia, ma molto più facile da imparare. Inizialmente sposò la causa del volapük, poi passò all'esperanto. Durante i suoi molti anni di lavoro in esperanto, fu un lavoratore instancabile, collaborando alla stesura di otto giornali in esperanto, e scrivendo tre grammatiche e quattro dizionari. Tenne più di venti corsi a Terni, Città di Castello e Perugia. Tra le altre cose, collaborò alla rivista dell'UEA, ed altre, come Literatura Mondo e Ondo de Daŭgava. Uno dei dizionari che creò fu il Glossario geometrico con molte illustrazioni. Su richiesta di Théophile Cart, si occupò di altri esperantisti italiani nella parte italiana del Oficiala Klasika Libro de Esperanto ("Libro classico ufficiale dell'esperanto").

## Opere
- Ekzercilo por supera praktika kurso de esperanto Paolet, San Vito al Tagliamento 1923.
- Helpilo, Paolet, San Vito al Tagliamento 1923.
- Komerca vortaro en esperanto (con Robert Kreuz), Paolet, San Vito al Tagliamento 1927.